# Hôtel de ville d'Alençon
L'hôtel de ville d'Alençon est un monument du XVIIIe siècle situé à Alençon, dans le département français de l'Orne en région Normandie.

## Localisation
Le bâtiment est situé place du Maréchal-Foch dans le centre-ville d'Alençon.

## Historique
L'hôtel de ville est construit en 1783 par l'architecte Jean Delarue sur une partie de l'emplacement du château des ducs d'Alençon.

## Architecture
La façade est inscrite au titre des Monuments historiques depuis le 22 octobre 1926.